# Cheveuges
Cheveuges – miejscowość i gmina we Francji, w regionie Grand Est, w departamencie Ardeny.
Według danych na rok 1990 gminę zamieszkiwało 391 osób, a gęstość zaludnienia wynosiła 44 osób/km².

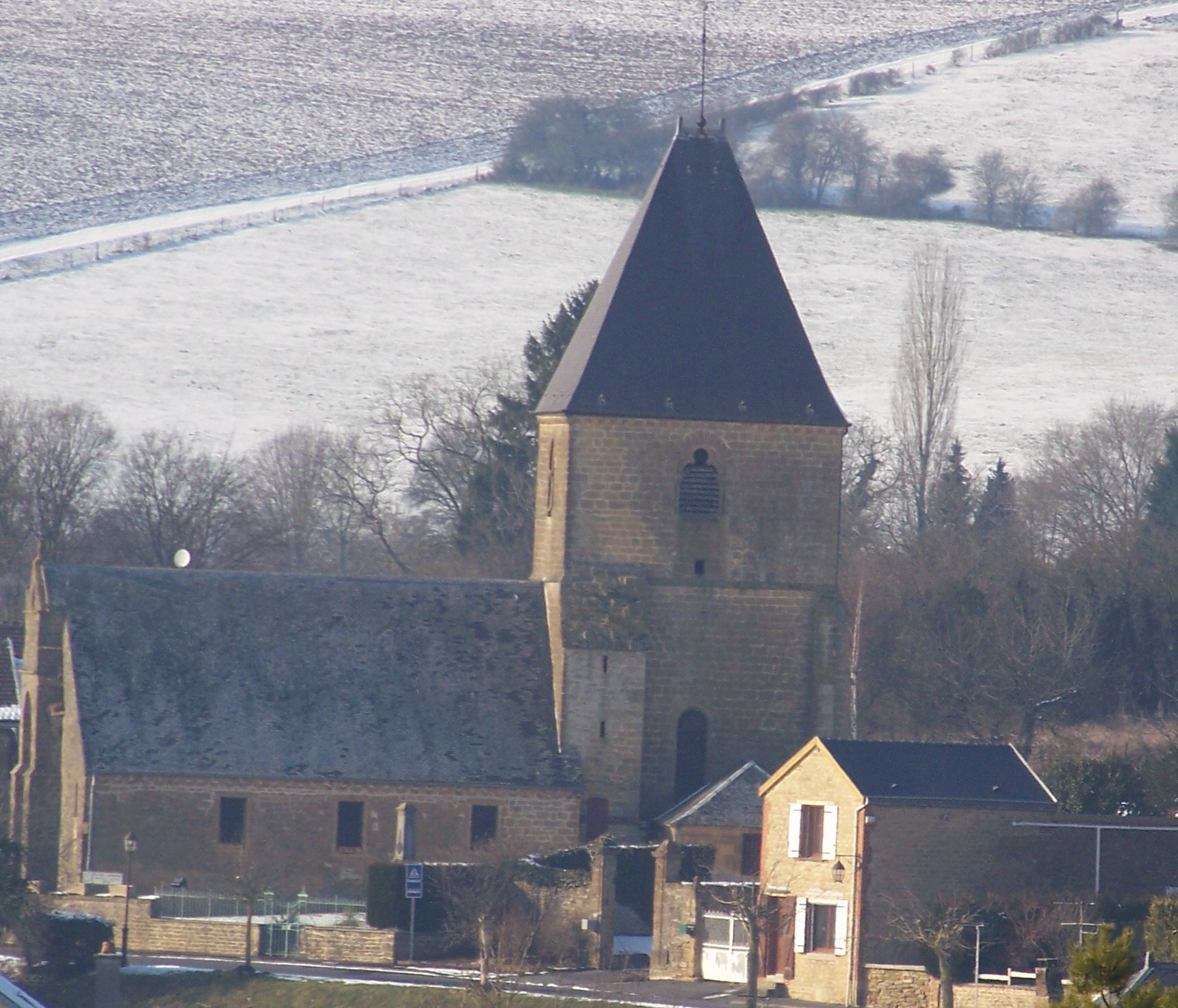
Kościół w Cheveuges, 2010